# Monte Nitai
Monte Nitai (en hebreo: הר נתאי, Har Nitai) es una montaña al oeste del Mar de Galilea y al norte de Tiberias, Israel. Al este de la montaña esta el monte Arbel. Har Nitai lleva el nombre de Nittai de Arbela. Se pueden ver los acantilados de Har Nitai y Arbel y mirar hacia el suroeste de Cafarnaúm, a orillas del Mar de Galilea.
Un valle separa Har Nitai de Arbel. Un arroyo corre a través de ese valle. En lo alto de Har Nitai hay un bosquecillo de árboles y las ruinas de un antiguo asentamiento. Las ruinas están sin excavar y su identidad sigue siendo desconocida.